# Кштут (приток Зеравшана)
Кштут (Кштутдарья, Сарыхадон, Вору, в верховье — Пушневат, в среднем течении — Арчамайдан, тадж. Киштӯд) — река, протекающая по территории Пенджикентского района Согдийской области Таджикистана. Левый приток реки Зеравшан впадающий в него в 627 км от устья. Основные притоки — Сарымат, Негнот (левые) и Дарьяуреч (правый).
Длина — 53 км. Площадь водосбора — 863 км². Средневзвешенная высота водосбора — 3100 м. Среднеквадратичное отклонение — 730 м. Среднесуточный расход воды — 20,9 м³/с.

## Общее описание

### Течение
Начало берёт в 3 км к западу от перевала Пушневат. Имеет чрезвычайно извилистое русло. Основное направление в верхнем течении — западное, в среднем — северо-западное, в нижнем — северное. Населённые пункты расположенные на реке — Зимтут, Порван, Пагна, Кульяли, Зерифшор и Тагобихалк.

### Характеристики стока
Количество рек протяжённостью менее 10 км расположенных в бассейне Кштут — 40, их общая длина составляет 100 км. Средний расход воды — 22,8 м³/с. Максимальный расход — 39,9 м³/с (16 апреля 1934), минимальный — 13 м³/с (10 мая 1951). Начало половодья — середина апреля, окончание половодья — начало июля. Средняя продолжительность половодья — 184 дня в год.
Коэффициент внутригодового стока — 1,36. Месяц с наибольшим стоком — апрель. 43 % от годового стока приходится на период с июля по сентябрь. Тип питания — ледниково-снеговое.
Кштут входит в I группу рек с летним лимитирующим сезоном. В таблице приведены следующие характеристики стока реки (место измерения село Зерифшор).
| Водность года | Месячный сток (%) | Месячный сток (%) | Месячный сток (%) | Месячный сток (%) | Месячный сток (%) | Месячный сток (%) | Месячный сток (%) | Месячный сток (%) | Месячный сток (%) | Месячный сток (%) | Месячный сток (%) | Месячный сток (%) |
| Водность года | I                 | II                | III               | IV                | V                 | VI                | VII               | VIII              | IX                | X                 | XI                | XII               |
| ------------- | ----------------- | ----------------- | ----------------- | ----------------- | ----------------- | ----------------- | ----------------- | ----------------- | ----------------- | ----------------- | ----------------- | ----------------- |
| Средний       | 4,0               | 3,6               | 3,3               | 3,8               | 7,6               | 16,7              | 19,3              | 14,2              | 10,0              | 7,1               | 5,7               | 4,7               |

### Поверхность площади водосбора
Согласно данным справочника «Ресурсы поверхностных вод СССР» (1971) изреженная растительность и полупустынные зоны занимают 10,0 % от общей площади бассейна Кштута, 38,0 % — скалистые обнажения, осыпи, ледники и фирновые поля. Густой травяной покров, субальпийские и альпийские луга занимают 15,0 %, а леса, заросли кустарника и редколесье — 37,0 %.
Площадь бассейна с преобладанием горных пород делится следующим образом:
1. Галечники и пески — 3 %
2. Сланцы, глины, алевролиты — 42 %
3. Песчаники, конгломераты — 20 %
4. Карбонаты, глины, мергели, известняки, доломиты, соли — 30 %
5. Интрузивы, эффузивы, метаморфические — 5 %